# Megachile hypopyrrha
Megachile hypopyrrha är en biart som beskrevs av Cockerell 1937. Megachile hypopyrrha ingår i släktet tapetserarbin, och familjen buksamlarbin. Inga underarter finns listade i Catalogue of Life.